# Lettre à la Présidente
Lettre à la Présidente est une longue lettre que Théophile Gautier écrit en 1850 à la « Présidente », c'est-à-dire Madame Sabatier, une jeune femme entretenue autour de laquelle gravitaient nombre d'artistes parisiens de son temps. Gautier était alors en voyage à Rome avec son ami Cormentin. Le ton grivois voire obscène ne sembla pas gêner la destinataire qui la lut à ses amis et facilita la diffusion de copies.
La première édition écrite fut imprimée en 1890, après la mort de Mme Sabatier.